# イリアムナ山
イリアムナ山（イリアムナさん、英語: Mount Iliamna）とは、アメリカ合衆国アラスカ州の南西にあるアリューシャン山脈で氷河に覆われた成層火山で、標高3,053mである。

## 地理
レイク・クラーク国立公園内にあり、チグミット山脈の一部分でもある。

## 噴火
完新世時代の噴火活動はほとんど知られている。
放射性炭素年代測定を行った結果では、ヨーロッパ人が入植する前に少なくともいくつか噴火活動があったことが分かった。
山の東の脇腹（2740メートル地点）の噴気孔からほぼ一定で少量の亜硫酸ガスの噴煙が上がり、非常に活発である。
- 最新の噴火は1876年。